# Sepultura
|  | Per a altres significats, vegeu «Sepultura (grup de música)». |

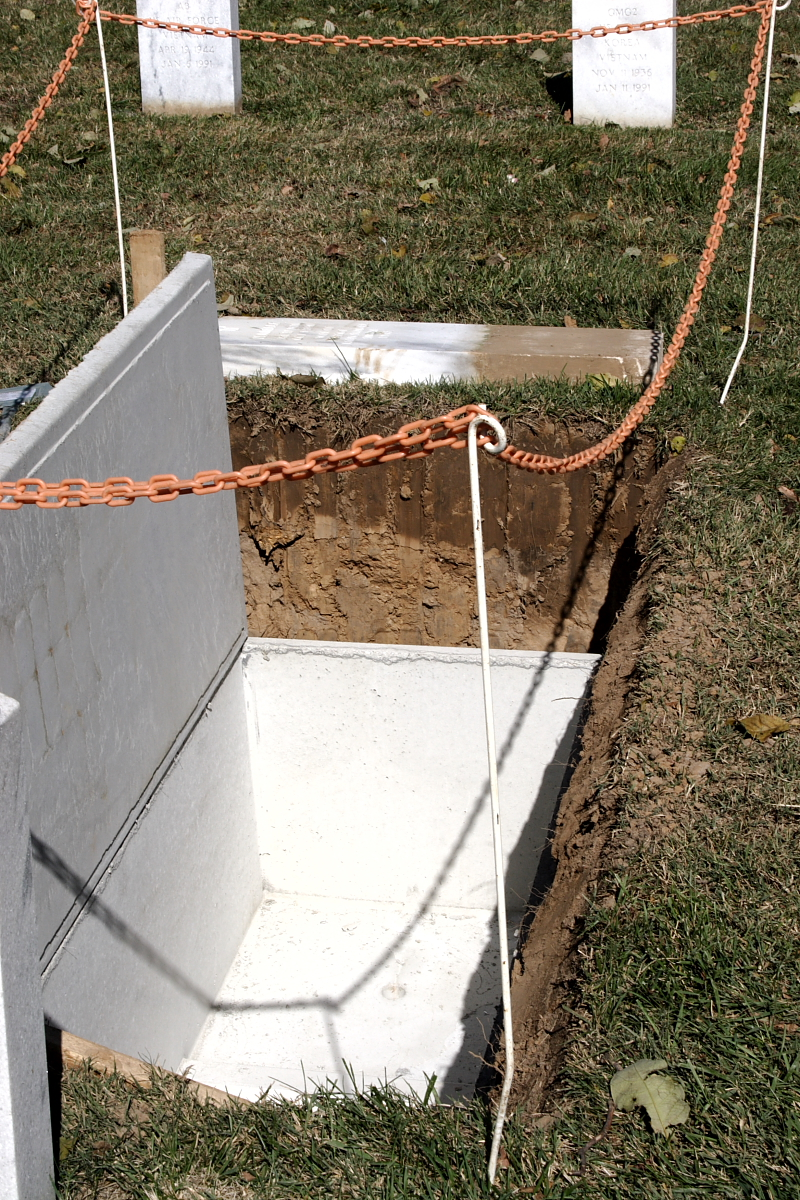
Una sepultura amb un sarcòfag obert al seu interior. El sarcòfag s'usará com a receptacle del taüt on hi descansarà el difunt.

Una sepultura és el lloc on s'enterra a una persona o animal després de la seva mort. Normalment s'agrupen en un cementiri i la seva ubicació és senyalada amb una làpida.
Les sepultures són comuns en quasi totes les cultures humanes, amb diferències de ritus que depenen de les creences sobre la mort. En l'antiga cultura egípcia, hom sepultava els morts amb totes les seves possessions terrenals pensant que les necessitaria al més enllà. Els inicis de les sepultures es troben a la prehistòria.

## Etimologia
El mot sepultura prové del llatí sepulcrum (sepulcre) i spelio (enterrar). Per la seva banda la paraula tomba prové del grec antic tymbos (τύμβος), que significa túmul, munt de terra o, per extensió, tomba.
Si bé ambdós mots són a priori sinònims, sepultura designa per metonímia tant el propi ritual funerari acompanyat de la inhumació com com el lloc d'inhumació pròpiament dit (ja sigui una fossa, nínxol, mausoleu, etc.).

## Descripció
L'ús formal d'una tomba implica diversos passos amb terminologia associada.

### Excavació de la sepultura
L'excavació que forma la tomba. Les excavacions varien des d'un raspat poc profund fins a la remoció de la capa superficial del sòl fins a una profunditat de 1,8 metres o més, on es construirà una volta o cambra funerària. Tot i això, la majoria de les tombes modernes als Estats Units tenen només 1,3 m de profunditat, ja que el taüt es col·loca en una caixa de concret (veure la volta funerària) per evitar un clavegueró, per garantir que la tomba sigui prou forta com per ser enderrocada i per evitar que suri en ella cas d'una inundació.

### Sòl excavat
El material retirat quan s'excava la tomba. Sovint s'apila prop de la tomba per emplenar i després es torna a la tomba per cobrir-la. Com que el sòl es descomprimeix quan s'excava i l'espai és ocupat per l'enterrament, no tot el volum de sòl torna a entrar al forat, per la qual cosa sovint es troba evidència de sòl romanent. Als cementiris, això pot acabar com una capa gruixuda de sòl que recobreix la superfície original del sòl.

### Enterrament
El cos es pot col·locar en un taüt o un altre recipient, en una àmplia gamma de posicions, sol o en un enterrament múltiple, amb o sense pertinences personals del difunt.

### Volta funerària
Una volta és una estructura construïda dins de la tomba per rebre el cos. Es pot fer servir per evitar l'esclafament de les restes, permetre múltiples enterraments, com ara una volta familiar, la recuperació de restes per transferir-les a un ossari perquè forma un monument.

### Farciment de la tomba
La terra tornada a la tomba excavada després de l'enterrament. Aquest material pot contenir artefactes derivats de l'excavació original i l'ús anterior del lloc, béns o artefactes col·locats deliberadament o posterior. El farciment es pot deixar al nivell del terra o en un monticle.

### Monument o marcador
Les làpides són les més conegudes, però es poden complementar amb vores decoratives, pedres per als peus, pals per sostenir articles, una coberta sòlida o altres opcions.

## Arqueologia i tipologia
L'arqueologia distingeix dos tipus de tombes: individuals i col·lectives; les tombes col·lectives poden presentar també dues tipologies: enterraments múltiples (diversos individus inhumats en el mateix moment) i enterraments col·lectius (els cossos s'hi han dipositat en diferents etapes). Per a l'arqueologia hi ha d'haver prou vestigis (ossos, aixovars, estructura creada per al ritu funerari) perquè es pugui detectar un gest funerari.

## Història
Les tombes individuals més antigues es remunten al Paleolític mitjà, amb tombes situades en el mateix sòl on es vivia; per la seva banda, les tombes sepulcrals (amb presència d'algun tipus de ritual associat a l'enterrament) més antigues es troben a l'Orient Pròxim i es remunten a uns 100.000 BP. Aquestes primeres tombes mosterianes es relacionen amb l'Homo neanderthalensis a Europa i amb els primers Homo sapiens les que hi ha a l'Orient Pròxim (coves de Qafzeh, Es Skhul), que es troben aquestes principalment en coves i abrics naturals. Les restes d'ossos animals són les ofrenes associades als individus enterrats en aquest període (la interpretació de la "tomba de les flors" de Shanidar continua sent controvertida).
Al Paleolític superior hi ha proves indiscutibles d'enterraments múltiples (al magdalenià i gravetià, els estudis arqueotanatològics (estudi dels diferents aspectes biològics, sociològics i culturals de la mort) demostren manipulacions en els cossos com ara recol·locació de les restes òssies en el lloc d'enterrament) i d'enterraments fora de les coves, acompanyats d'un ritual funerari estructurat (cossos en posició feta o estirats lateralment, esquitxats d'ocre, amb presència d'adorns amb petxines o dents d'animals).
El neolític es caracteritza per la diversificació de les pràctiques funeràries. Hi ha tombes individuals o col·lectives, en fossa o en monticle, amb cossos inhumats directament a la terra o en taüts, en taulons acoblats, en cementiris, camps funeraris o directament sota els hàbitats. El tractament dels cossos també es diversifica i a partir d'aleshores són enterrats, incinerats, desmembrats, dipositats en pous abandonats, etc. Els ritus funeraris d'inhumació per la seva banda es basen en un estereotip: cos estirat sobre l'esquena, les cames estirades. Paral·lelament es va desenvolupar en tot l'espai neolític un «culte als cranis» dels avantpassats instal·lats a les cases o en «espais dels morts». Els aixovars funeraris revelen, a més, diferències sexuals i de condició social.
Al Neolític apareixen també els grans monuments megàlits. A Europa se'n fan a partir del 5.000 a.C en una àrea que comprèn des del món atlàntic fins a la Mediterrània. Els dòlmens són l'exemple d'aquesta pràctica, amb galeries fetes de grans pedres on s'hi enterraven individus d'un mateix grup.